# Eugenio Ímaz
Eugenio Ímaz Echeverría (San Sebastián, 14 de junio de 1900 - Veracruz, 28 de enero de 1951) fue un filósofo y traductor español, exiliado en México al término de la guerra civil española. [cita requerida]

## Biografía
Licenciado en Derecho y en Filosofía y Letras por la Universidad Central de Madrid (1925 y 1929, respectivamente), a través de una beca de la Junta para Ampliación de Estudios viajó a Alemania, donde trabajó en distintas universidades y completó su formación durante dos años. A partir de ese periodo colaboró en publicaciones como Revista de Occidente y Cruz y Raya.
Al terminar la Guerra Civil optó por el camino del exilio y en el verano de 1939, en compañía de su esposa, la alemana Hilde Jahnke, y de sus hijos, Carlos y Víctor, llegó a México en calidad de refugiado. Pronto participó en la constitución de la Junta de Cultura Española, como vicesecretario, bajo la dirección de José Bergamín. Allí continuó su labor publicando en España Peregrina, Romance y como miembro de Cuadernos Americanos, donde publicó incontables artículos. Enseñó en la Academia Hispano-Mexicana a hijos de exiliados españoles o a hijos de familias mexicanas simpatizantes de la causa republicana, antes de incorporarse a la Universidad Nacional Autónoma de México como profesor de la Facultad de Filosofía y Letras. Pero quizá su labor más destacada haya sido la de traductor en el Fondo de Cultura Económica. De 1939 a 1946 vivió en la Ciudad de México.
Entre 1946 y 1948 vivió en Caracas dedicado al proyecto de crear y reforzar las facultades de Periodismo y Filosofía. En Venezuela realizó un trabajo cultural tan intenso como en España y México. Allí se dio cuenta de que su verdadera vocación era la docencia universitaria, pero entonces tuvo que volver a México, donde se reintegró al equipo de traductores del Fondo de Cultura Económica. Parte de su legado, más de 50 traducciones, es su versión de las Obras completas de Wilhelm Dilthey.
Continuó hasta su fallecimiento la labor como traductor de obras del alemán. Además de la traducción de Dilthey, destacan las de Immanuel Kant, Jacob Burckhardt, Johan Huizinga y Ernst Cassirer.
Cuando planeaba un viaje a la Universidad de Puerto Rico para formar parte del plantel de profesores de filosofía, sufrió un grave trastorno psicológico y se suicidó en la ciudad mexicana de Veracruz.

## Obra
La obra de Eugenio Ímaz se puede clasificar en dos grandes bloques, uno de traducciones de grandes pensadores, especialmente de Dilthey; y otro de artículos y trabajos sobre pensamiento y política. Los trabajos de este segundo bloque han sido recopilados y publicados por el profesor José Ángel Ascunce en tres tomos: La fe por la palabra. Eugenio Imaz I (1989); Topia y Utopia. Eugenio Imaz II (1988); Luz en la caverna. Eugenio Imaz III (1988). Publicados todos por la Universidad de Deusto, Mundaiz, San Sebastián.